# San José el Vidrio
San José el Vidrio är en ort i Mexiko, tillhörande kommunen Nicolás Romero i delstaten Mexiko. San José el Vidrio ligger i den centrala delen av landet och tillhör Mexico Citys storstadsområde. Orten hade 5 204 invånare vid folkmätningen 2010.